# Knockout Kings 2001
Knockout Kings 2001 — видеоигра в жанре бокса разработанная EA Canada и опубликованная EA Sports.

## Режимы игры
В игре есть несколько режимов, которых можно пройти. Матч, где можно провести бой между бойцами категорий, также можно играть созданными боксёрами. Выставочный матч, где можно провести бой между категориями, например, тяжеловес может сразиться с легковесом. Карьера, где создаёшь своего боксёра и дерёшься в своей категории. Также есть режим фантастических матчей, где можно провести бой легенд и по каким правилам бы он в те времена проходил, например бой Мохаммеда Али и Рокки Марчиано. Также можно почитать биографию боксёров в специальном режиме, но там нет биографии созданных боксёров.

## Геймплей
Геймплей достаточно прост. Вам надо наносить удары по лицу и в корпус соперника, и избегать ударов в свою сторону, ведь даже шальной удар может решить исход боя. Есть несколько типов ударов: джеб, кросс, апперкот и хук. Такие же удары бьются и по корпусу. Также есть различные комбинации из четырёх ударов, всего в игре 8 комбинаций. Также у каждого боксёра есть коронные удары, которые выполняются двумя кнопками. Также есть запрещённые удары, такие как удар в пах, удар головой и удар локтем. Но лучше их не использовать если вы не хотите заработать дисквалификацию. Бой можно выиграть четырьмя способами: по очкам, нокаутом, дисквалификацией и техническим нокаутом. Технический нокаут может произойти если соперник упал за раунд 3 раза или бой будет остановлен из-за рассечения.

## Сюжет
В главном режиме для игроков «карьера» нужно создать своего боксёра и вести его к титулу, встречаясь также со своим соперником из любительской карьеры. Если вы проиграли поединок, то вам предложат сразиться с оппонентом «для разминки». Когда вы наконец займёте первый номер, чтобы встретиться с чемпионом, то вам предстоит сразиться с предложенным боксёром за звание претендента на титул чемпиона мира. И только побив всех своих оппонентов вы уйдёте на заслуженный отдых.

## Боксёры
В Knockout Kings 2001 множество боксёров в 3 весовых категориях плюс женский бокс.
В тяжёлом
- Мохаммед Али
- Фрэнк Бруно
- Баттербин (Эрик Эш)
- Джек Демпси
- Джо Фрейзер
- Майкл Грант
- Ларри Холмс
- Эвандер Холифилд
- Ингемар Йоханссон
- Леннокс Льюис
- Сонни Листон
- Джо Луис
- Рокки Марчиано
- Арчи Мур
- Кен Нортон
- Флойд Паттерсон
- Эрни Шейверс
- Дэвид Туа

В среднем
- Эктор Камачо
- Оба Карр
- Рубин Картер
- Хулио Сесар Чавес
- Оскар Де Ла Хойя
- Роберто Дуран
- Вернон Форрест
- Марвин Хаглер
- Джейк Ламотта
- Шугар Рэй Леонард
- Бронко Маккарт
- Шейн Мосли
- Айк Куарти
- Дэвид Рид
- Шугар Рэй Робинсон
- Фернандо Варгас
- Пернелл Уитакер

В лёгком
- Алексис Аргуэльо
- Эктор Камачо
- Хулио Сесар Чавес
- Диего Корралес
- Роберто Дуран
- Заб Джуда
- Кевин Келли
- Дэнни Лопез
- Рэй Манчини
- Анжел Манфреди
- Флойд Мейвезер Младший
- Барри Макгуйджан
- Эрик Моралес
- Шин О’Грэди
- Аарон Прайор
- Дэнни Ромеро
- Пол Спадофора
- Джонни Тапиа
- Пернелл Уитакер

Женский бокс
- Шевель Хеллбек
- Белинда Ларасюенте
- Кристи Мартин
- Денис Мораетес
- Лучия Риджкер
- Регина Халлмих
- Мия Сент Джон
- Симуя Анани

## Оценки
| Сводный рейтинг | Сводный рейтинг | Сводный рейтинг |
| Издание         | Оценка          | Оценка          |
| Издание         | PS              | PS2             |
| --------------- | --------------- | --------------- |
| GameRankings    | 81,35 %         | 77,01 %         |